# Campana per a observació

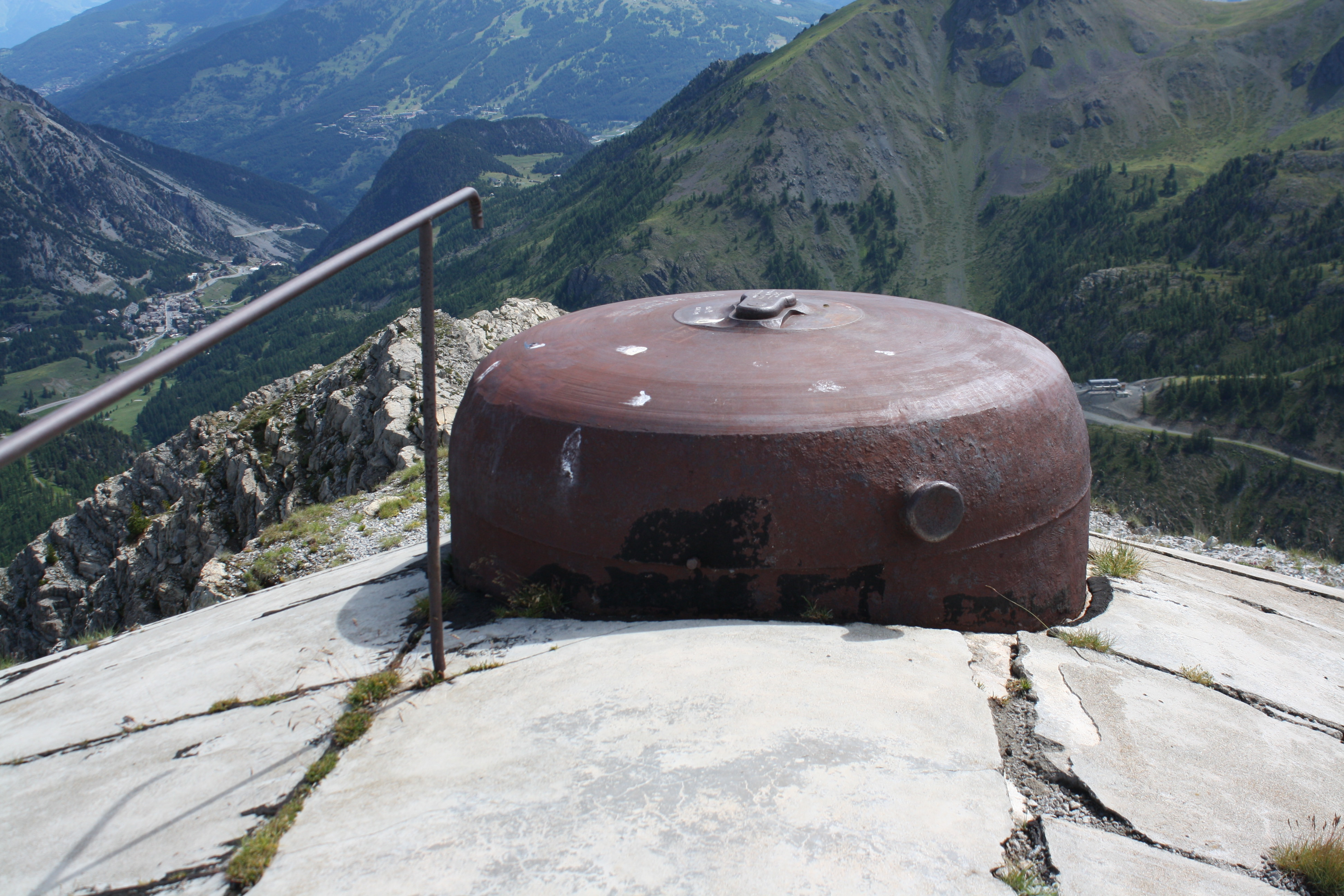
Campana d'observació a l'ouvrage de Janus, a la línia Maginot

Una campana per a observació és un equipament blindat que es va instal·lar en determinades fortificacions a partir de finals del segle xix. La funció d'aquestes campanes era l'observació de l'enemic i també del control de foc de la seva pròpia artilleria, protegint així els observadors dels fragments d'obusos i d'altres projectils (per exemple, bales de rifle o metralla).
Reservades inicialment als forts més importants o els més exposats, la campana per a observació va rebre les seves darreres millores a la dècada del 1930, quan es va adoptar a la línia Maginot. Va estar disponible en dues versions: campana VP (campana amb visió periscòpica) i campana VDP (campana amb visió directa i periscòpica), i s'utilitzava principalment per a observacions llunyanes, per ajustar el foc dels blocs d'artilleria dels ouvrages.
Altres fortificacions, contemporànies o posteriors a la Línia Maginot, han adoptat el principi de la campana per a observació equipada, com el Mur Atlàntic.

## Aparició de les campanes per a observació
L'aparició de la campana per a observació està lligada al progrés de la indústria siderúrgica. La invenció del convertidor amb el procés Bessemer el 1856, que es va generalitzar el 1877 gràcies al procés Thomas, permet crear grans objectes d'acer; comencen a aparèixer les campanes (fixes o rotatives), als forts més exposats del sistema Séré de Rivières (Barrera de ferro), als forts del Moselstellung (Posició del Mosel·la), etc.
Es tractactaven d'observatoris blindats construïts als punts més alts de les fortificacions o en altres punts on era necessària l'observació, destinats a una observació propera als llocs més exposats.

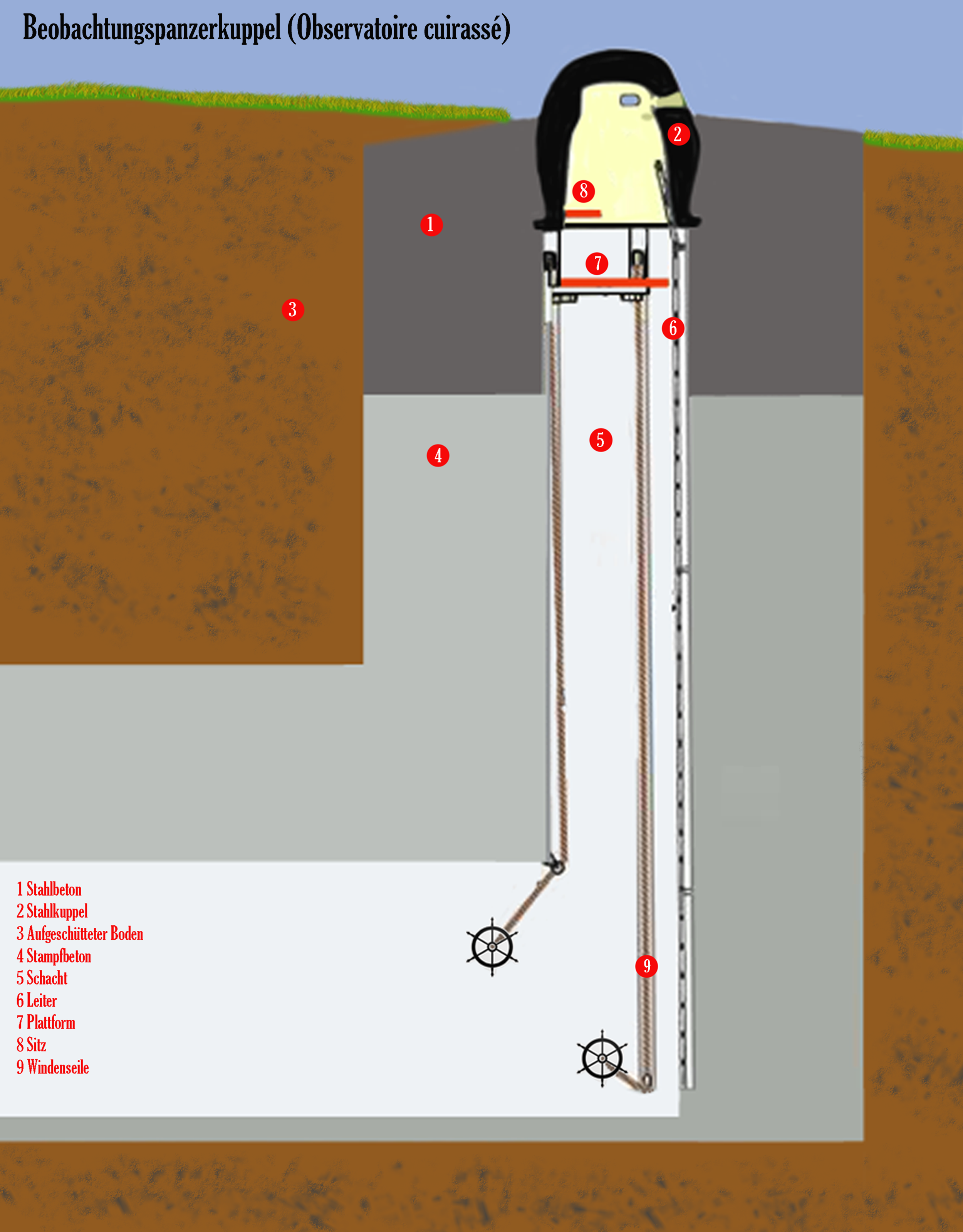
Interior d'una campana per a observació
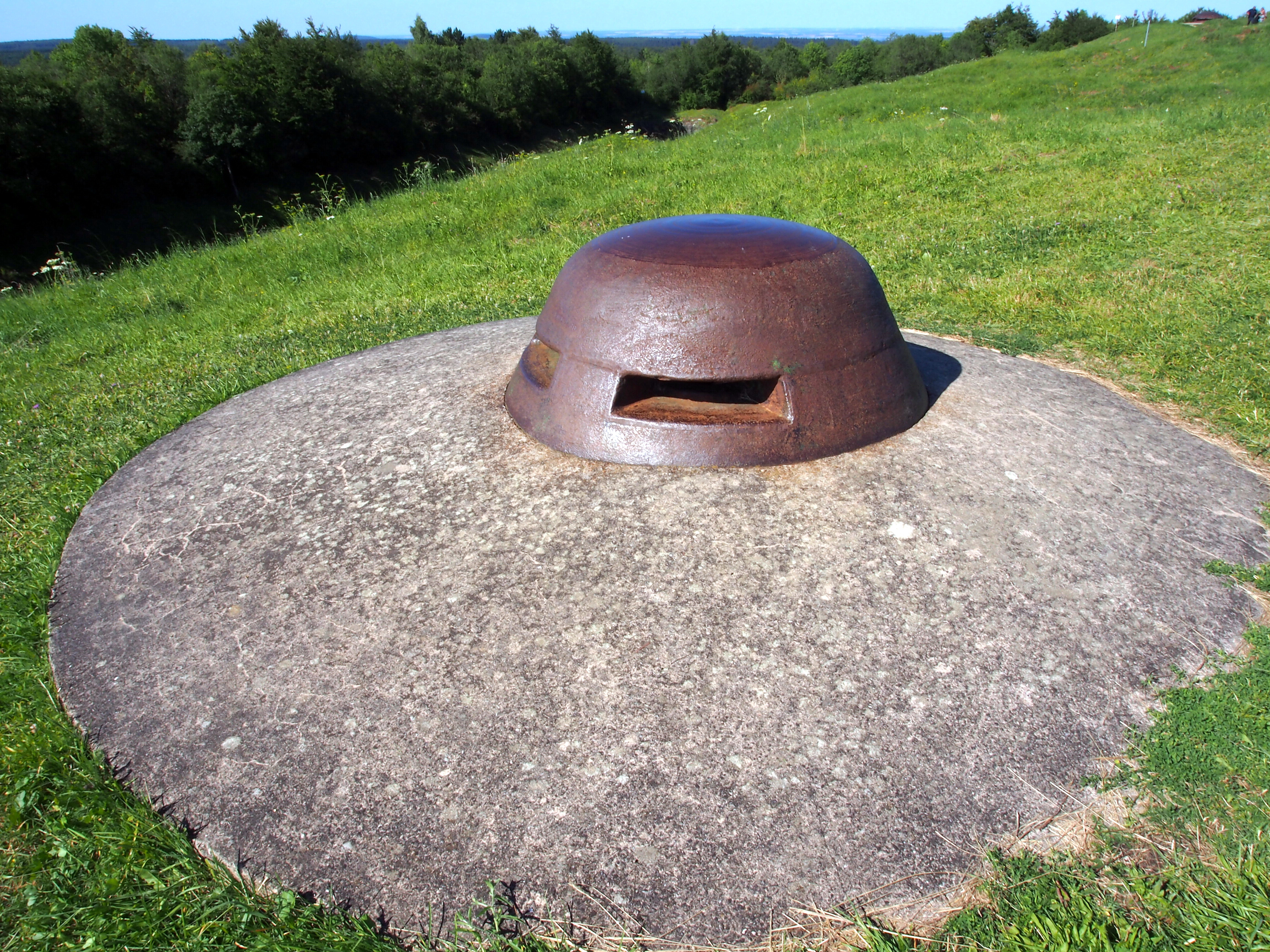
Campana per a observació del fort de Douaumont
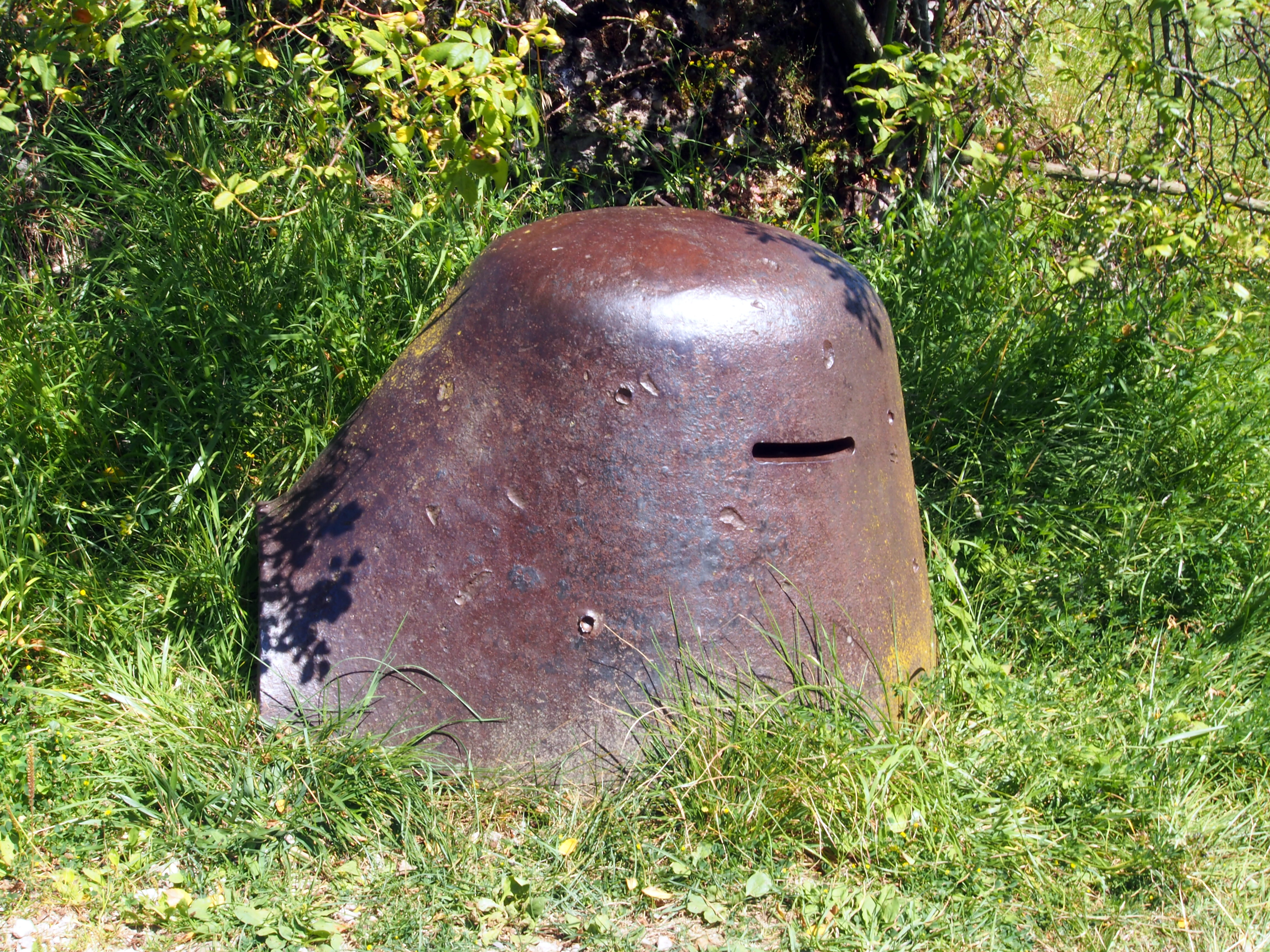
Garita blindada del fort de Vaux

La campana era d'acer de 25 centímetres de gruix amb una alçària de 2 metres i un pes de 7,5 tones. S'incrustava 3/4 parts de la campana en un pou d'acer i formigó d'un gruix de paret d'1,5 metres. Hi havia tres ranures de visualització amb les quals es podia cobrir una àrea de visió de fins a 240 º. Per a l'observador hi havia un seient de fusta. L'accés era normalment subterrani des de l'interior del fort (menys sovint directament des de l'exterior) a través d'un passadís i un pou amb una escala de ferro. A la capçalera de l'escala hi havia una plataforma que es podia ajustar en alçada per adaptar-se a l'alçada de l'observador. El sòl de la plataforma quedava suspès per cabrestrants, i podia pujar i baixar sobre ells per tal de recuperar ferits o morts.
Per a l'observació, dins de la campana hi havia:
- un goniòmetre que es podia unir a un suport de bronze situat sota cada ranura de visió,
- un plafó o mapa topogràfic a escala 1:20.000 per a la determinació de punts destacats,
- una làmpada per a ús nocturn,
- una taula d'informació amb els azimuts i de punts distintius rellevants.

## Vegeu també

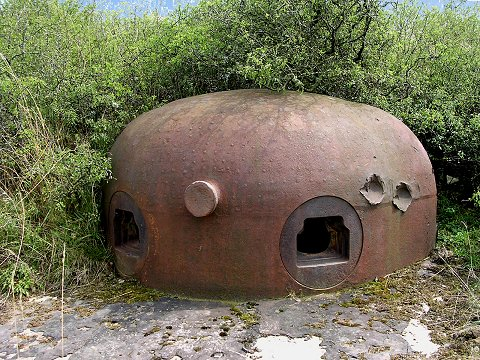
Campana AM
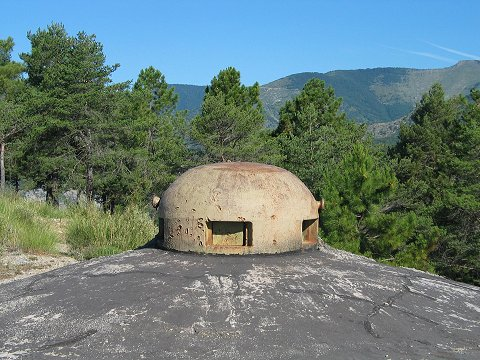
Campana GFM
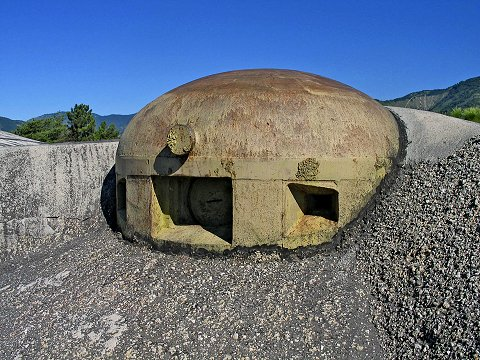
Campana JM
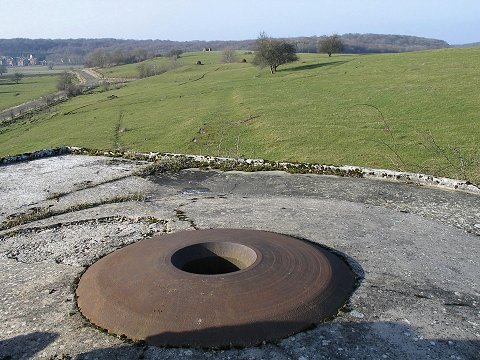
Campana LG
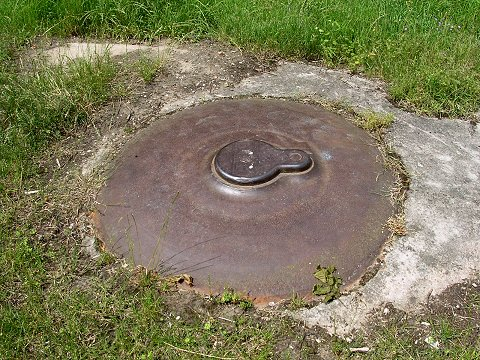
Campana VP
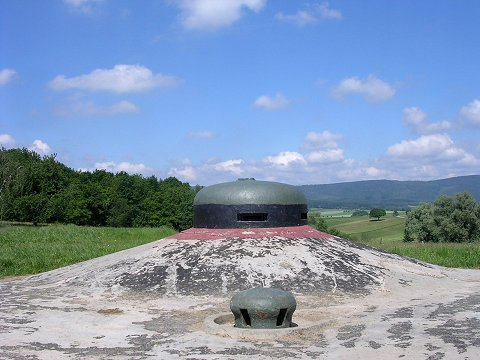
Campana VDP

## Campanes per a observació de la línia Maginot
La doctrina de l'ús de les campanes per a observació evoluciona radicalment amb la línia Maginot. Tots els observadors estan protegits, i es poden trobar campanes en totes les estructures de la línia, des d'ouvrages fins a casamates aïllades. Però l'observació propera és responsabilitat de les campanes armades, les campanes GFM (campana per a observació i fusell metrallador). Les campanes per a observació estan reservades a l'observació a distància, i estan equipades amb equipaments sofisticats.

### Campana amb visió periscòpica (Campana VP)
La campana amb visió periscòpica (campana VP) només està equipada amb un periscopi de tipus «B» o de tipus «C» de gran potència, o de tipus «P8» com a reforç dels altres dos. Està completament incrustada en una base de formigó de la qual només sobresurt uns pocs centímetres. De vegades s'hi afegeix formigó al voltant per a emmascarar encara més l'accés.

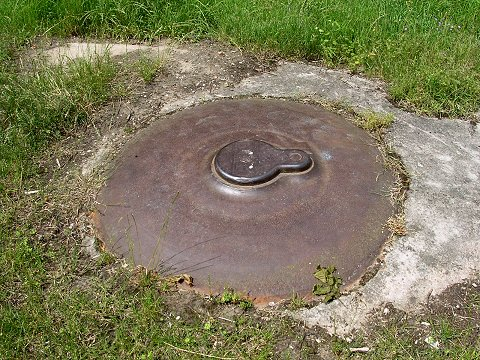
Campana VP de l'observatori de l'ouvrage del Hackenberg

La campana VP es reservava generalment per a observatoris aïllats, però també estava de vegades integrada en blocs quan no hi havia cap punt elevat tenint en compte el relleu. Només es van construir 20 exemplars.

### Campana amb visió directa i periscòpica (Campana VDP)
La campana amb visió directa i periscòpica (campana VDP) es distingeix de l'anterior per les seves tres ranures d'observació (cadascuna permet una observació de ± 72 °), i el seu significatiu sobresortiment per sobre de l'estructura de formigó; l'alçària d'aquesta és en funció del camp de visió a cobrir. També estava equipada amb un periscopi, però només per a observació nocturna, dels tipus «M», «N» o «P2».

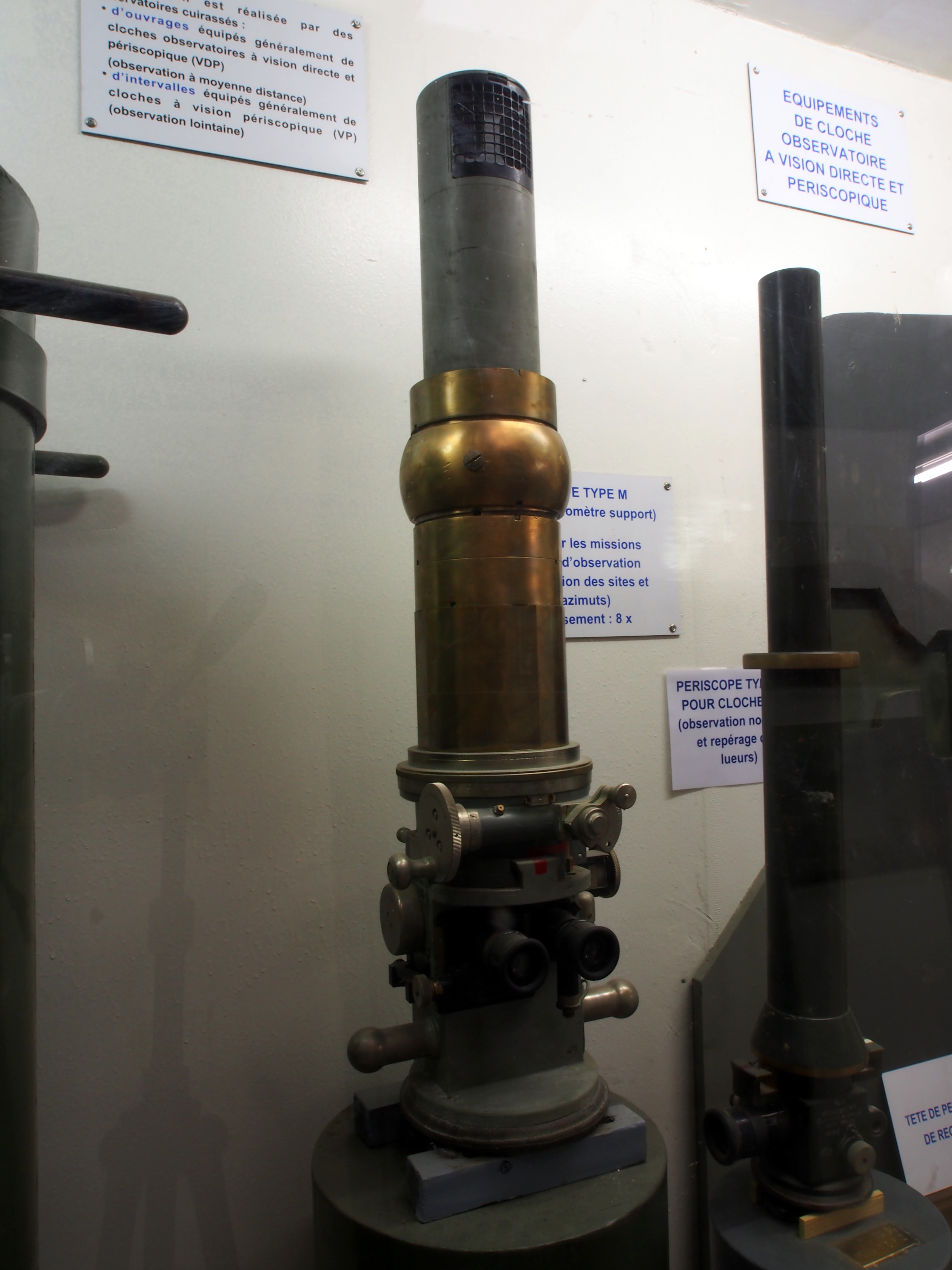
Periscopi tipus «M»
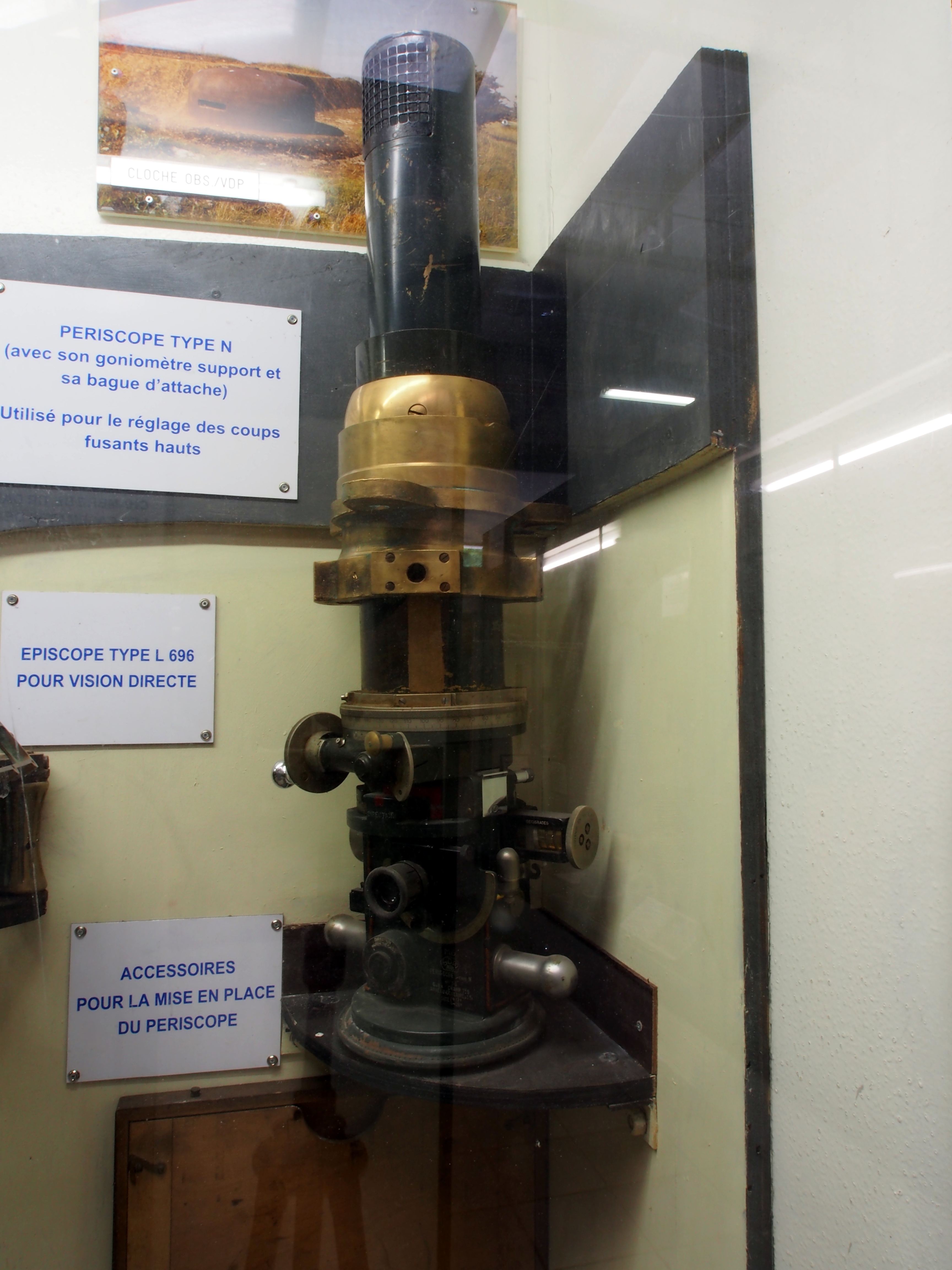
Periscopi tipus «N»

Es van crear quatre tipus de campana VDP, una de les quals en dues parts per a dues persones. Excepte casos especials, la campana VDP només es va instal·lar en blocs dels ouvrages i no en casamates aïllades. Se'n van construir 64 exemplars.

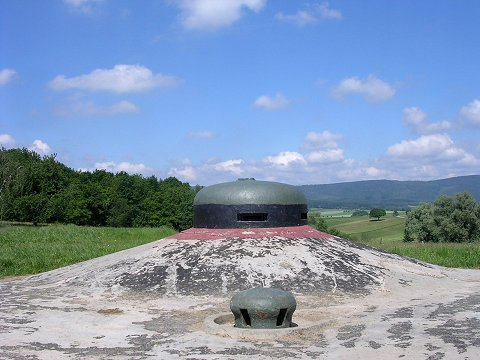
Campana VDP del bloc 4 de l'ouvrage de Schœnenbourg
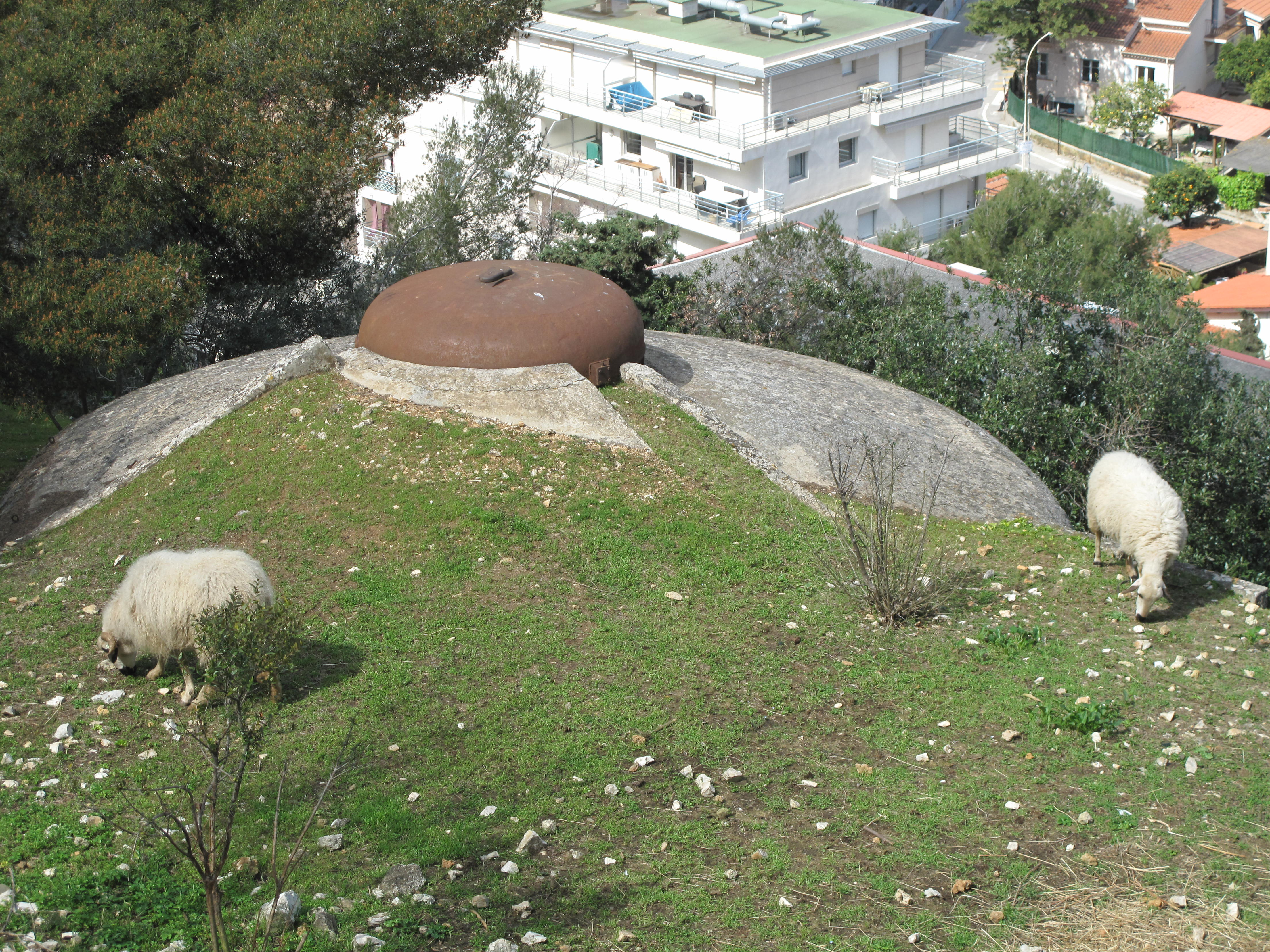
Campana VDP del bloc 2 de l'ouvrage del Cap-Martin
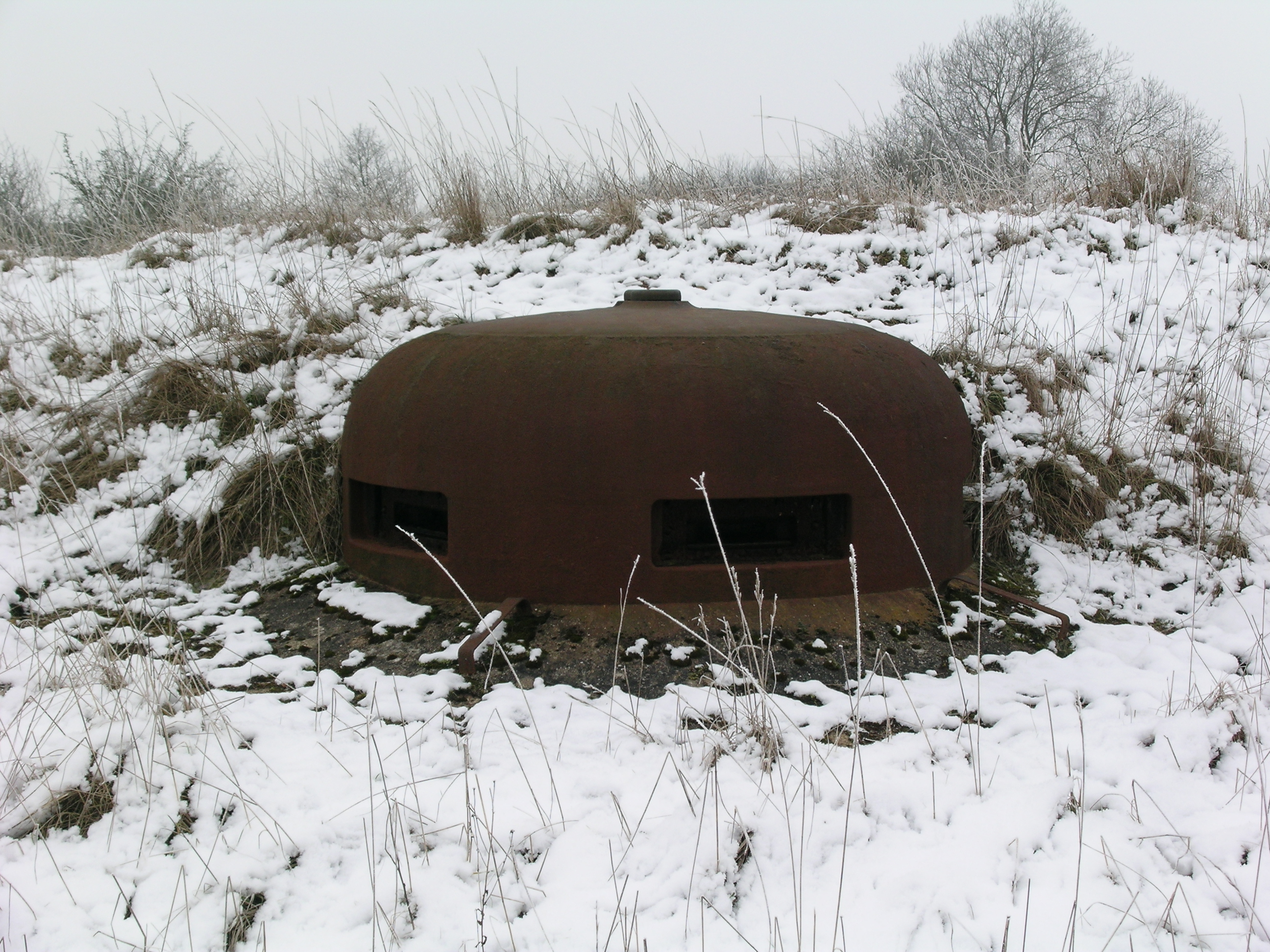
Campana VDP del 4 de l'ouvrage de Rochonvillers

### Punts en comú
Cap de les dues versions d'aquest tipus de campana tenia armament. Normalment es «combinava» amb una campana GFM, és a dir situada a prop d'una campana GFM equipada amb un periscopi de tipus «J2».
Les dues versions d'aquest tipus de campana tenen un obturador per tancar l'obertura del periscopi quan no s'utilitza. L'accés al nivell del periscopi es fa mitjançant una escala fixa. L'estació de treball està equipada amb una petita taula inclinable, un tub de comunicació acústic i un cabrestant suspès d'un monorail per aixecar els periscopis, el pes del qual és força elevat.
Les campanes VT, VDP i GFM només eren utilitzades per personal especialitzat en artilleria.

## Atres tipus de campanes per a observació
Des de la dècada del 1930 fins al final de la Segona Guerra Mundial, les campanes d'observació també es van utilitzar en altres tipus de fortificacions:
- les campanes exclusivament destinades per a observació en llocs molt exposats, estan equipades amb ranures molt estretes. Podem veure aquest tipus de campanes al fort d'Eben-Émael i a la línia Sigfrid;
- les campanes per a observació dedicades a l'ajust de l'artilleria (com les del Mur Atlàntic), requerien d'instruments precisos per a disparar contra els vaixells, mentre que la defensa propera era secundària.

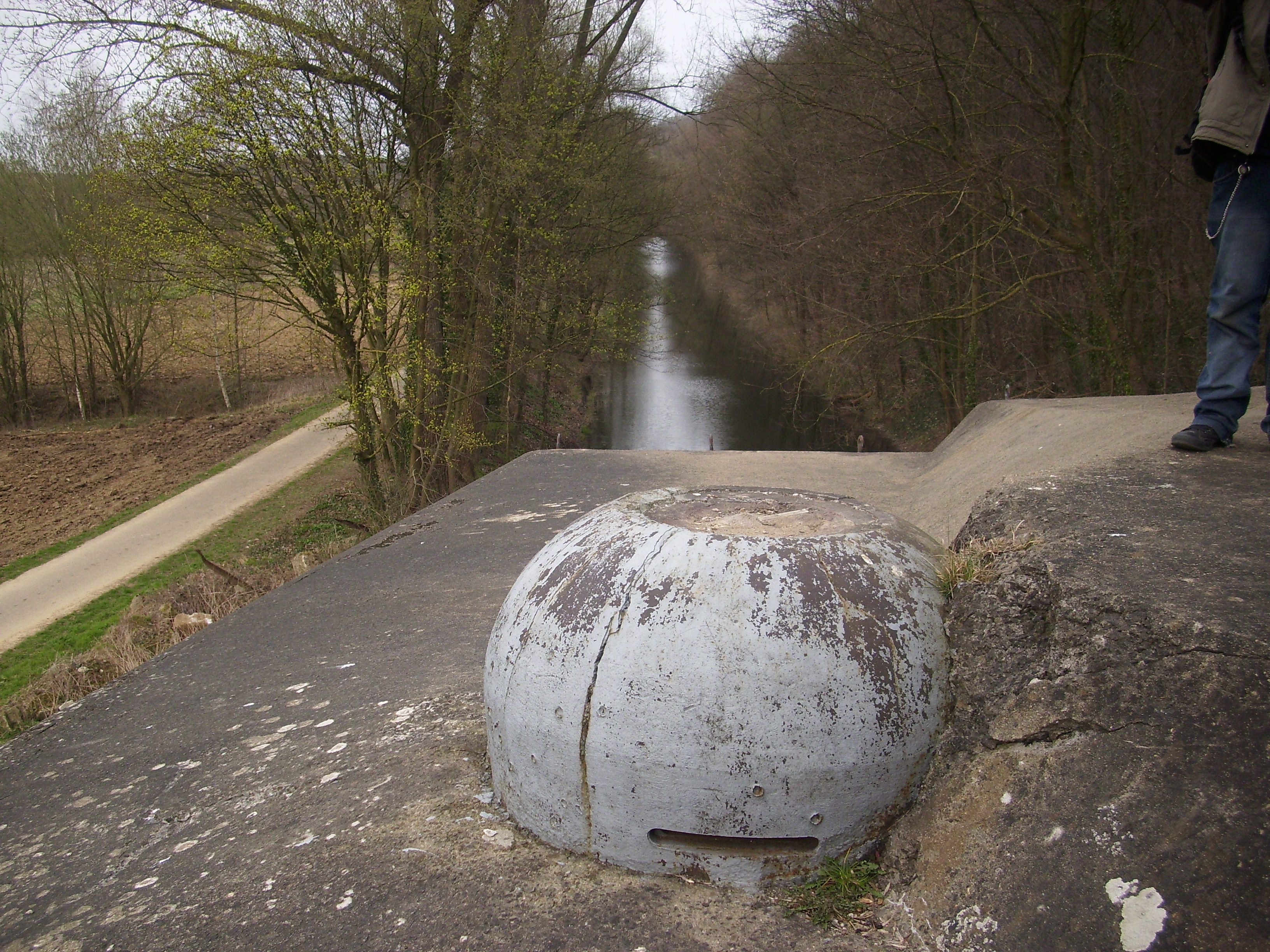
Campana per a observació del fort d'Ében-Émael. L'indret és tan exposat com estratègic
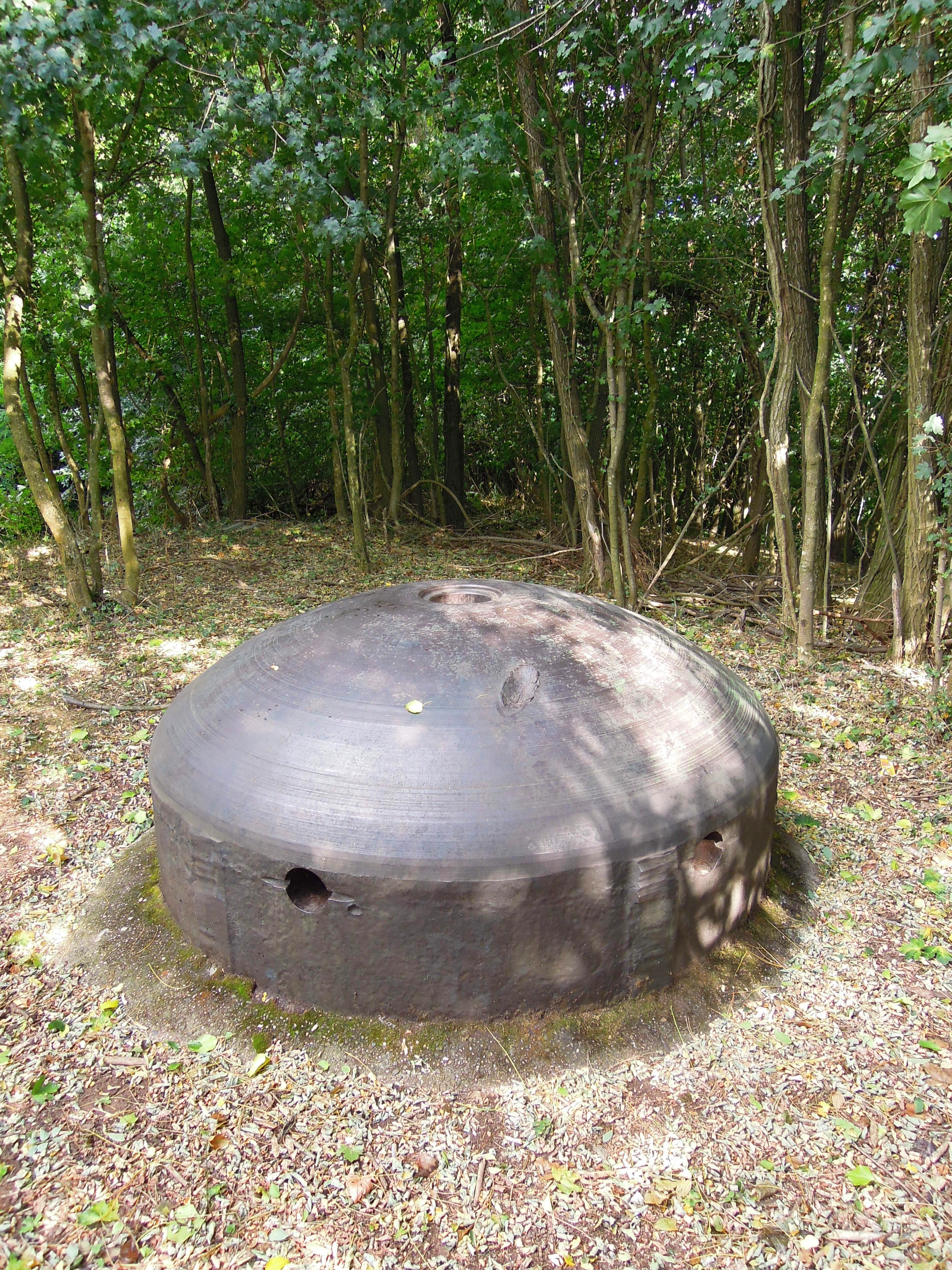
Campana per a observació de la línia Sigfrid
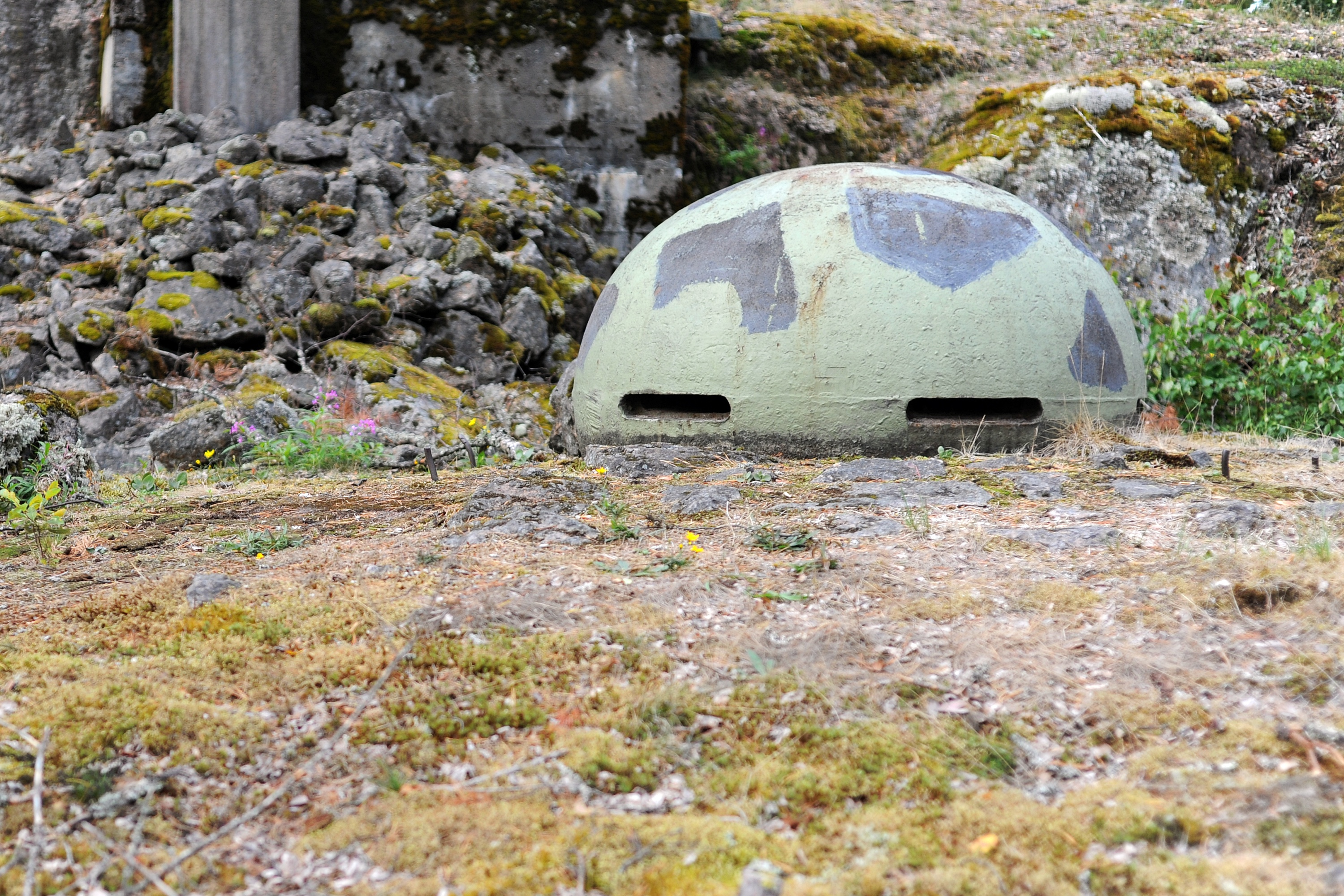
Campana per a observació de la línia Salpa
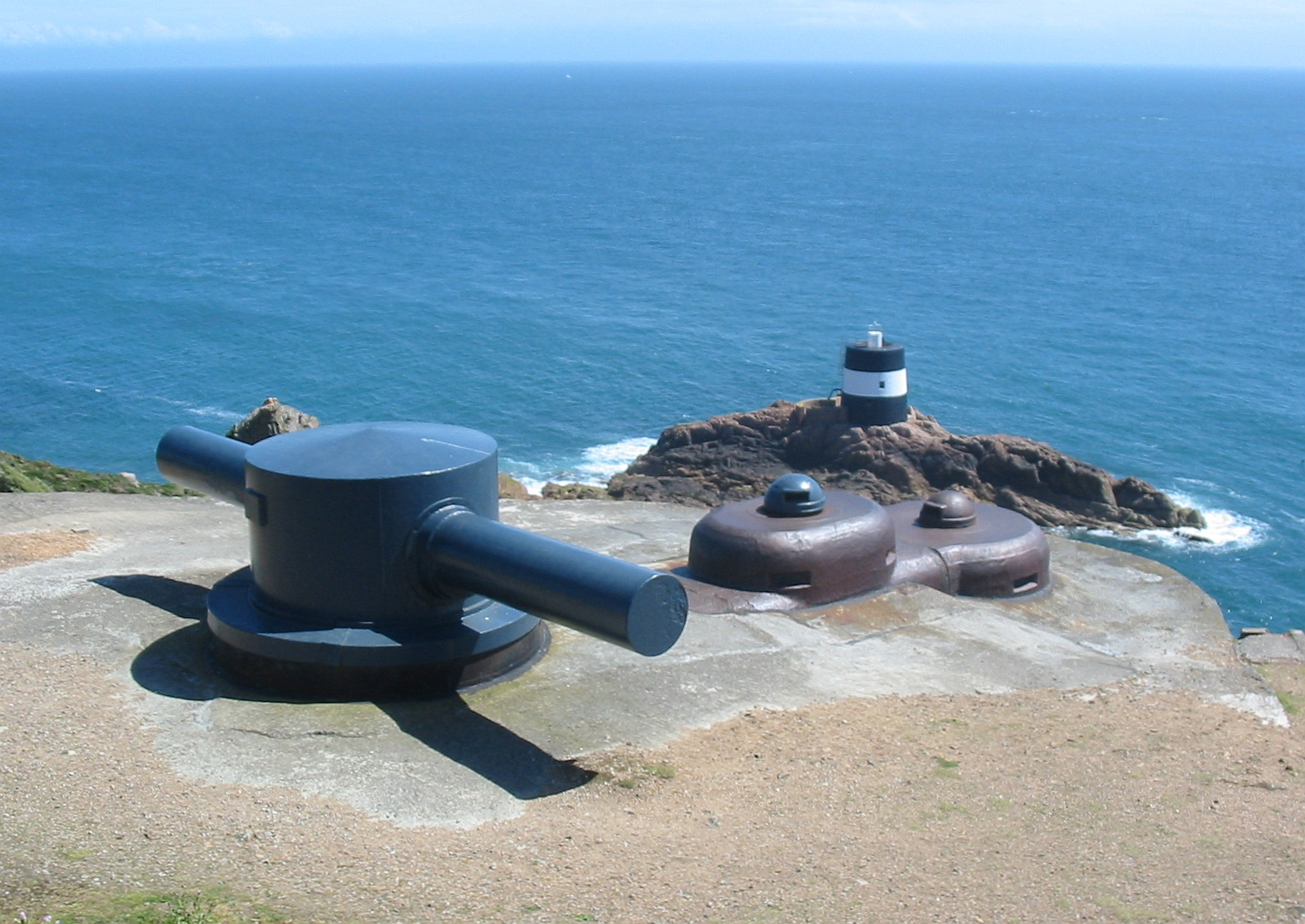
Campanes per a observació i telèmetre de coincidència blindat del Mur Atlàntic
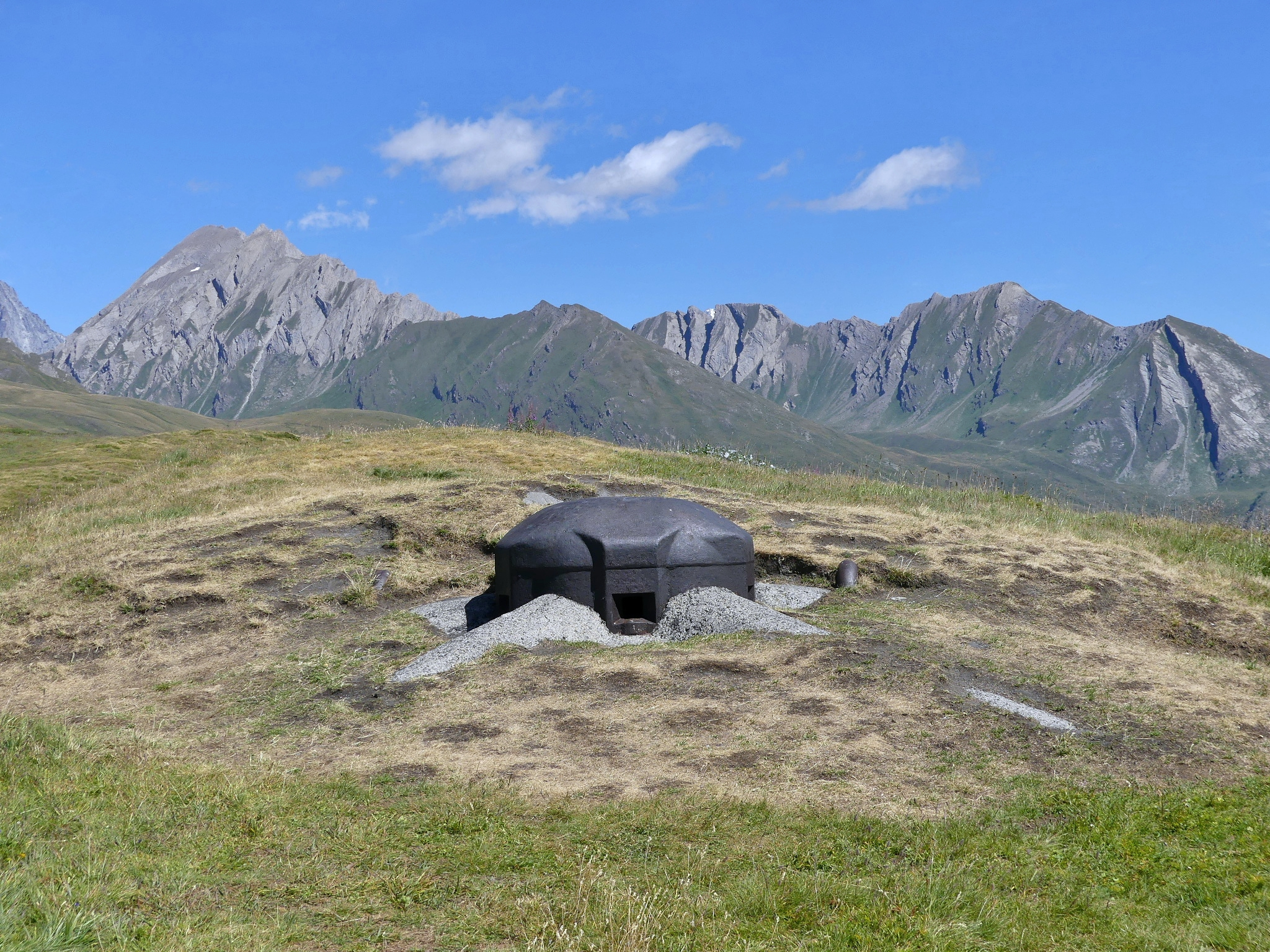
Campana per a observació del Mur alpí